# Hortus Berolinensis
Hortus Berolinensis (abreviado Hort. Berol.) es un libro con ilustraciones y descripciones botánicas editado por el botánico, pteridólogo, micólogo y farmacéutico alemán Carl Ludwig Willdenow. Se publicó en dos volúmenes en los años 1803-1816 con el nombre de Hortus Berolinensis, sive Icones et Descriptiones...